# 相野原
相野原（あいのはら）は、埼玉県さいたま市岩槻区の大字。郵便番号は339-0071。

## 地理
さいたま市岩槻区北部の大宮台地（慈恩寺支台）に位置する。東岩槻駅から4 kmほど北に位置する。比較的小さい面積で、日光御成街道沿いに住宅や工場が見られるほかは、雑木林や農地となっている。
江戸から十里、岩槻から一里の地点に当たり、日光御成街道に県文化財の一里塚が存在していた。

## 歴史
もとは江戸期より存在した埼玉郡岩槻領に属する相野原村であった。相野原は相ノ原とも記される。
- はじめは岩槻藩領、1756年（宝暦6年）より幕府領となる[4]。
- 1770年（明和7年）より川越藩領となるが、1821年（文政4年）に再び幕府領となる[4]。
- 1832年（天保2年）より知行は旗本堀氏となる[4]。
- 1871年（明治4年）11月13日 - 第1次府県統合により埼玉県の管轄となる。
- 1879年（明治12年）3月17日 - 郡区町村編制法により成立した南埼玉郡に属す。郡役所は岩槻町に設置。
- 1889年（明治22年）4月1日 - 町村制施行に伴い、慈恩寺、裏慈恩寺、表慈恩寺、古ヶ場、徳力、鹿室、上野、南辻、小溝、相野原の10箇村が合併し、慈恩寺村が成立し、慈恩寺村の大字相野原となる[4]。
- 1954年（昭和29年）
  - 5月3日 - 慈恩寺村が岩槻町、新和村、和土村、川通村、柏崎村、河合村と合併し、岩槻町となり[7]、岩槻町の大字となる。
  - 7月1日 - 岩槻町が市制施行し岩槻市となる[7]。岩槻市の大字となる。
- 1966年（昭和41年） - 相野原の一部を蓮田町に編入する[4]。
- 2005年（平成17年）4月1日 – 岩槻市がさいたま市と合併し、さいたま市岩槻区の大字となる。

## 世帯数と人口
2017年（平成29年）10月1日現在の世帯数と人口は以下の通りである。
| 大字   | 世帯数 | 人口  |
| ------ | ------ | ----- |
| 相野原 | 61世帯 | 155人 |

## 小・中学校の学区
市立小・中学校に通う場合、学区（校区）は以下の通りとなる。
| 番地 | 小学校                   | 中学校                   |
| ---- | ------------------------ | ------------------------ |
| 全域 | さいたま市立慈恩寺小学校 | さいたま市立慈恩寺中学校 |

## = 鉄道
地内に鉄道路線は敷設されていない。東武野田線（東武アーバンパークライン）の東岩槻駅が4 kmほど南にある。

### 道路
- 埼玉県道65号さいたま幸手線（日光御成街道）

## 施設
- 相野原浄水場
- 日枝神社

## 関連文献
- 「相野原村」『新編武蔵風土記稿』 巻ノ201埼玉郡ノ3、内務省地理局、1884年6月。NDLJP:764007/86。